# Simulation

Fahr-Simulation 2008

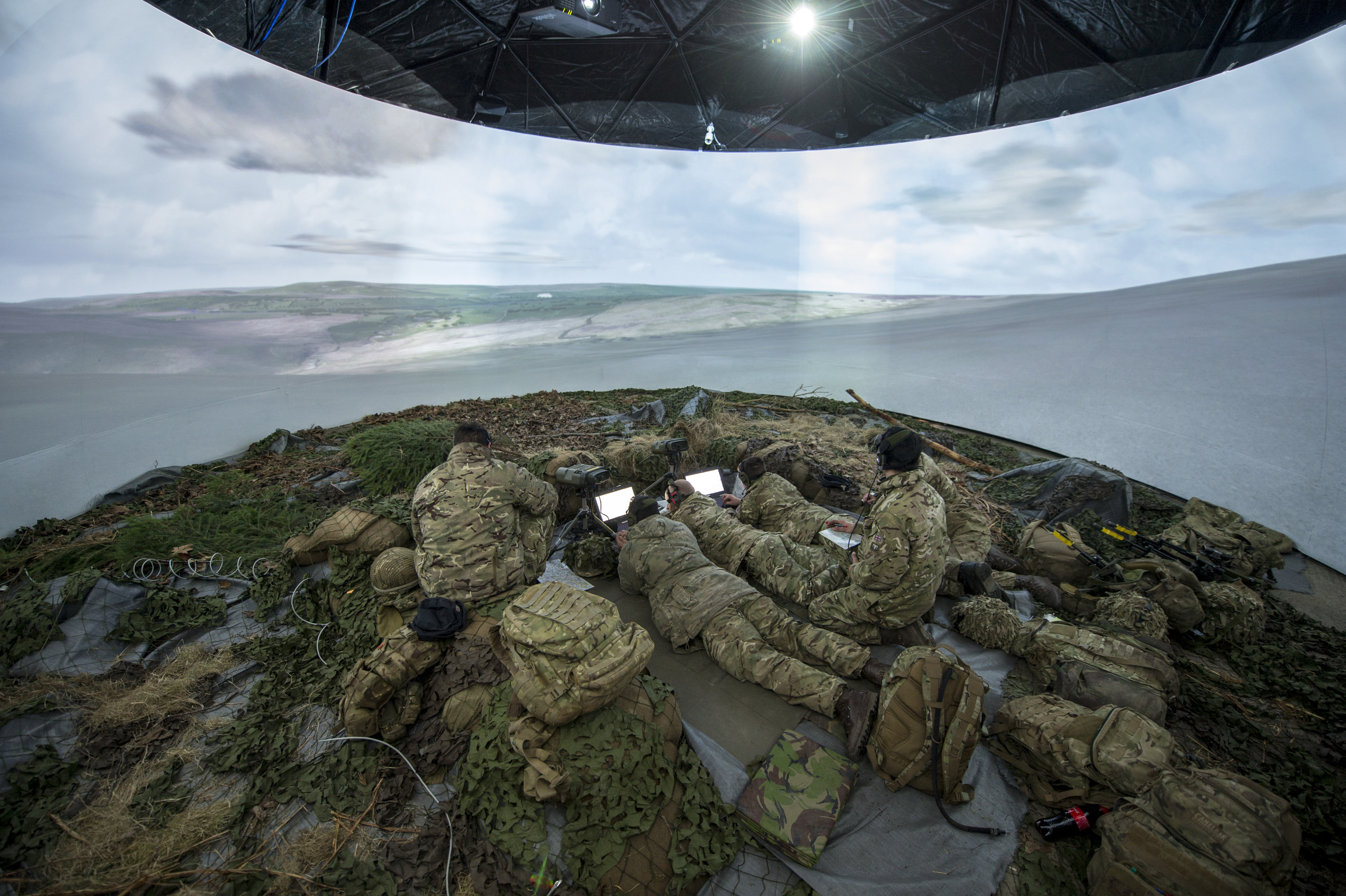
Militärsimulation

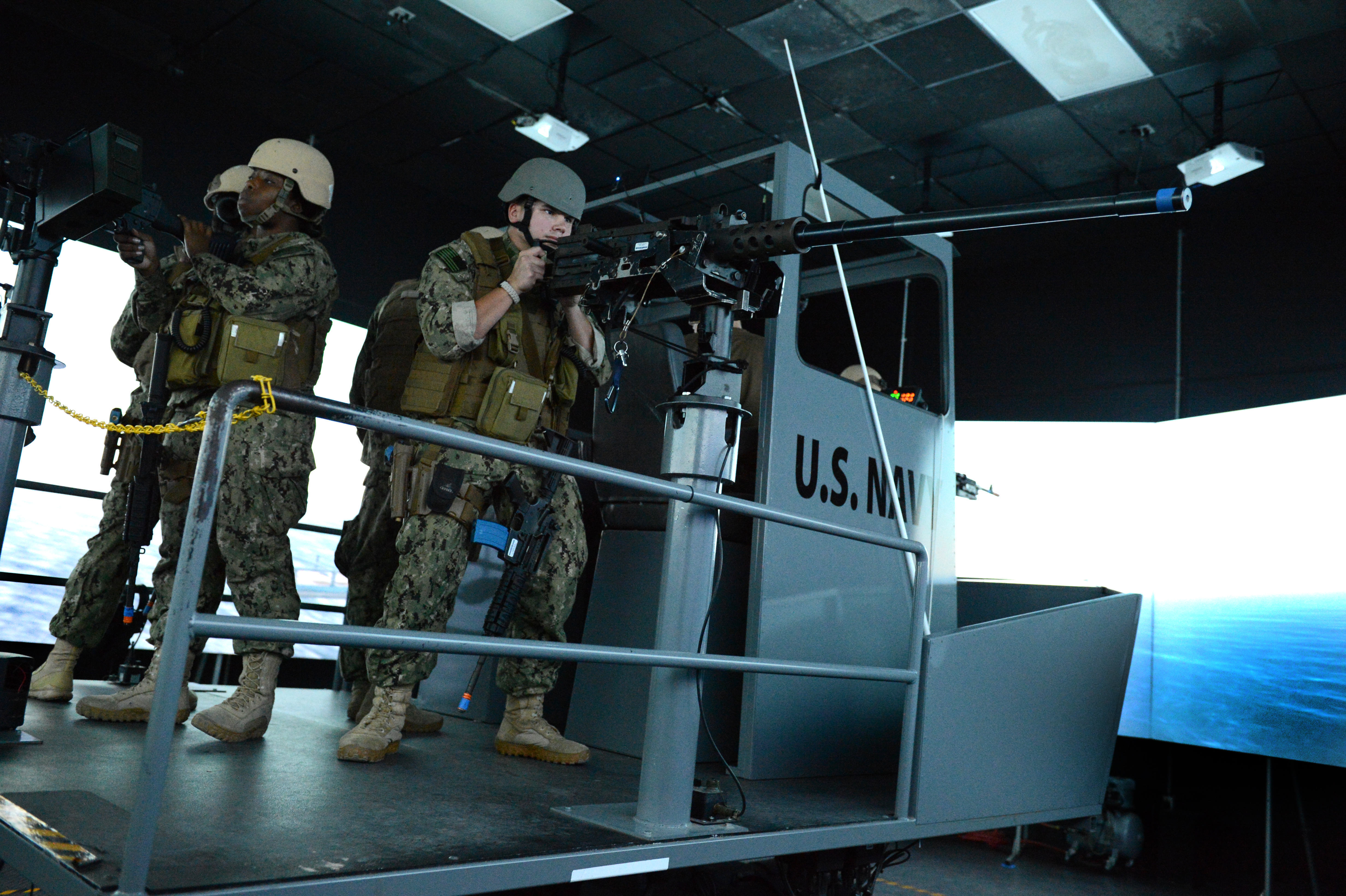
Schiffssimulator

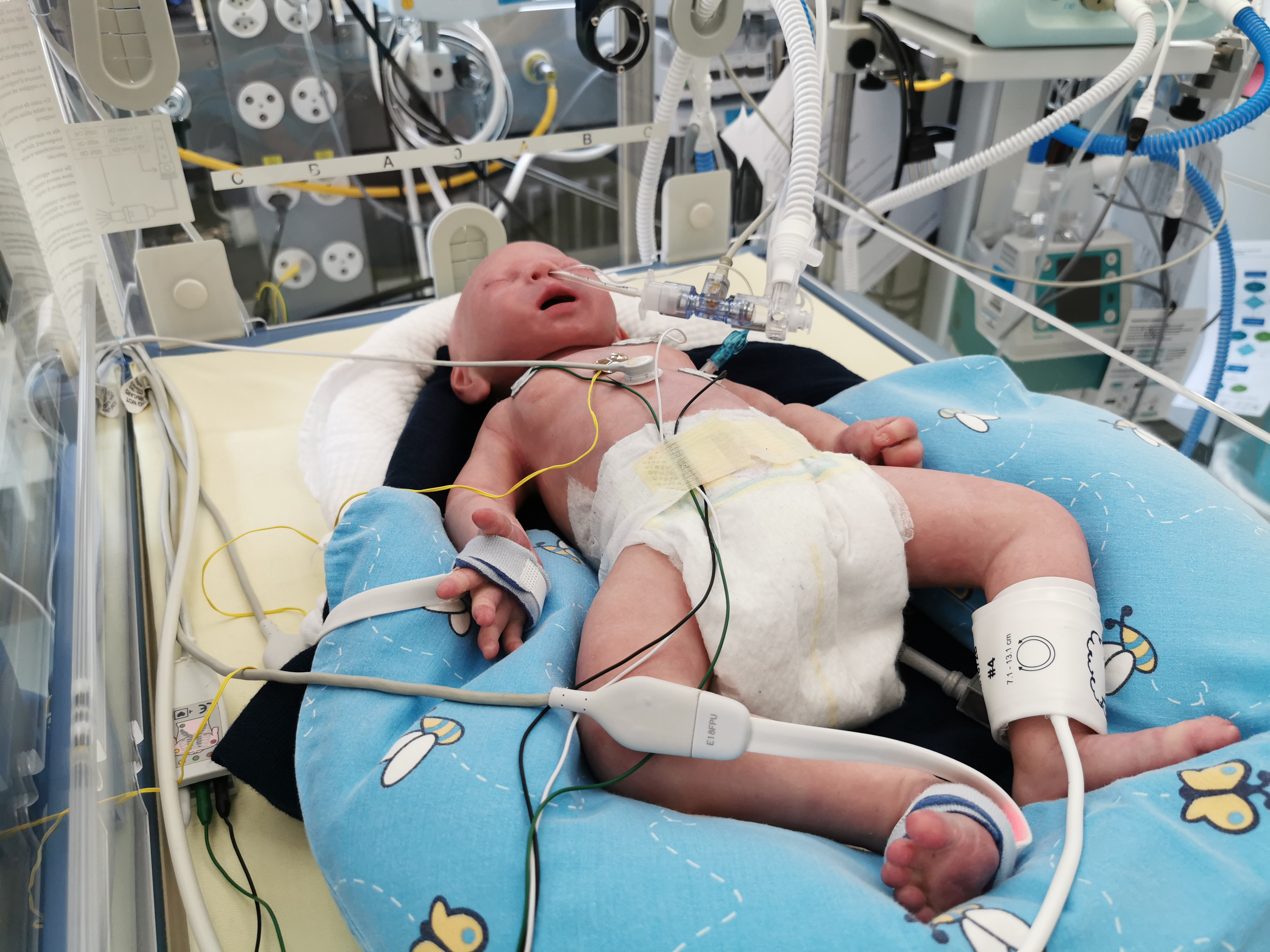
Lungensimulator LuSi

Die Simulation (lateinisch simulatio) oder Simulierung (von lateinisch simulare) bezeichnet die Nachbildung von realen Szenarien zum Zwecke der Ausbildung (Flugsimulator, Patientensimulator), der Unterhaltung (Flugsimulator, Zugsimulator), der Analyse oder dem Design von Systemen, deren Verhalten für die theoretische, formelmäßige Behandlung zu komplex sind. Simulationen werden für viele Problemstellungen der Praxis eingesetzt. Bekannte Einsatzfelder sind die Simulation von städtischen und regionalen Systemen wie Strömungs-, Verkehrs-, Wetter- und Klimasimulation, technische Systeme, biophysikalische- und chemische Abläufe aber auch das Üben von Fähigkeiten (Skills) oder Teamarbeit (Crisis Resource Management CRM, Crew Resource Management) sowie der Finanzmarkt.
Bei der Simulation werden Experimente oder Trainings an einem Modell durchgeführt, um Erkenntnisse über das reale System zu gewinnen. Dabei wird das Modell unterschiedlichen Einflussgrößen ausgesetzt; z. B. Bedienereingaben, Umwelteinflüsse, Fehlerfälle und die angedachten Anwendungsfälle (use cases). Im Zusammenhang mit Simulation spricht man von dem zu simulierenden System und von einem Simulator als Implementierung oder Realisierung eines Simulationsmodells. Letzteres stellt eine Abstraktion des zu simulierenden Systems dar (Struktur, Funktion, Verhalten). Der Ablauf des Simulators mit konkreten Werten (Parametrierung) wird als Simulationsexperiment bezeichnet. Dessen Ergebnisse können dann interpretiert und auf das zu simulierende System übertragen werden.
Der erste Schritt bei einer Simulation ist stets die Modellfindung. Wird ein neues Modell entwickelt, spricht man von Modellierung. Ist ein vorhandenes Modell geeignet, um Aussagen über die zu lösende Problemstellung zu machen, müssen lediglich die Parameter des Modells eingestellt werden. Die Simulationsergebnisse können dann für Rückschlüsse auf das Problem und mögliche Lösungen genutzt werden. Daran können sich – sofern stochastische Prozesse simuliert wurden – statistische Auswertungen anschließen.

## Unterteilung
Man kann zwischen Simulationen mit und ohne Informationstechnik unterscheiden. Eine Simulation ist ein „Als ob“-Durchspielen von Prozessen; das kann man auch ohne Computer tun.

### Ohne Informationstechnologie
Physikalische Experimente werden auch als Simulationen bezeichnet: Ein Auto-Crashtest beispielsweise ist eine Simulation für eine reale Verkehrssituation, in der ein Auto in einen Verkehrsunfall verwickelt ist. Dabei wird die Vorgeschichte des Unfalls, die Verkehrssituation und die genaue Beschaffenheit des Unfallgegners stark vereinfacht. Auch sind keine Personen in den simulierten Unfall verwickelt, stattdessen werden Crashtest-Dummys eingesetzt, die mit realen Menschen gewisse mechanische Eigenschaften gemeinsam haben. Ein Simulationsmodell hat also nur ganz bestimmte Aspekte mit einem realen Unfall gemeinsam. Welche Aspekte dies sind, hängt maßgeblich von der Fragestellung ab, die mit der Simulation beantwortet werden soll.
Ebenso in diese Kategorie fallen Versuche in Strömungswindkanälen. Hier können beispielsweise an einem maßstäblich verkleinerten Modell Aussagen über Luftwiderstand und Auftrieb von Flugzeugen gemacht werden. Das Gleiche gilt für Brandsimulationen: Gefährliche Situationen wie Brände in geschlossenen Räumen oder Fahrzeugen werden nachgestellt und mit echtem Personal zu Ausbildungszwecken der Rettung bzw. Löschung trainiert oder neue Materialien auf ihre Brandschutzeigenschaften hin geprüft.

### Mit Informationstechnologie
Wenn heute von „Simulation“ die Rede ist, so ist fast immer elektronische Datenverarbeitung involviert, d. h. mehr oder weniger komplexe IT-Systeme. Grundsätzlich lässt sich die Simulation in statische vs. dynamische und stochastische vs. deterministische Simulation einteilen. Bei der statischen Simulation spielt die Zeit als dynamische Größe keine Rolle und ist nicht Teil des Systems. Die deterministische Simulation schließt zufällige (stochastische) Ereignisse aus. Mit Hilfe von speziellen Algorithmen oder künstlicher Intelligenz können Simulationen auch mehr oder weniger autonom ablaufen, d. h. sie reagieren dann selbständig auf Umwelteinflüsse. Diese Algorithmen sind ihrerseits wieder "nur" Simulationen der in der Realität auftretenden Rückkopplungssysteme.

## Einsätze

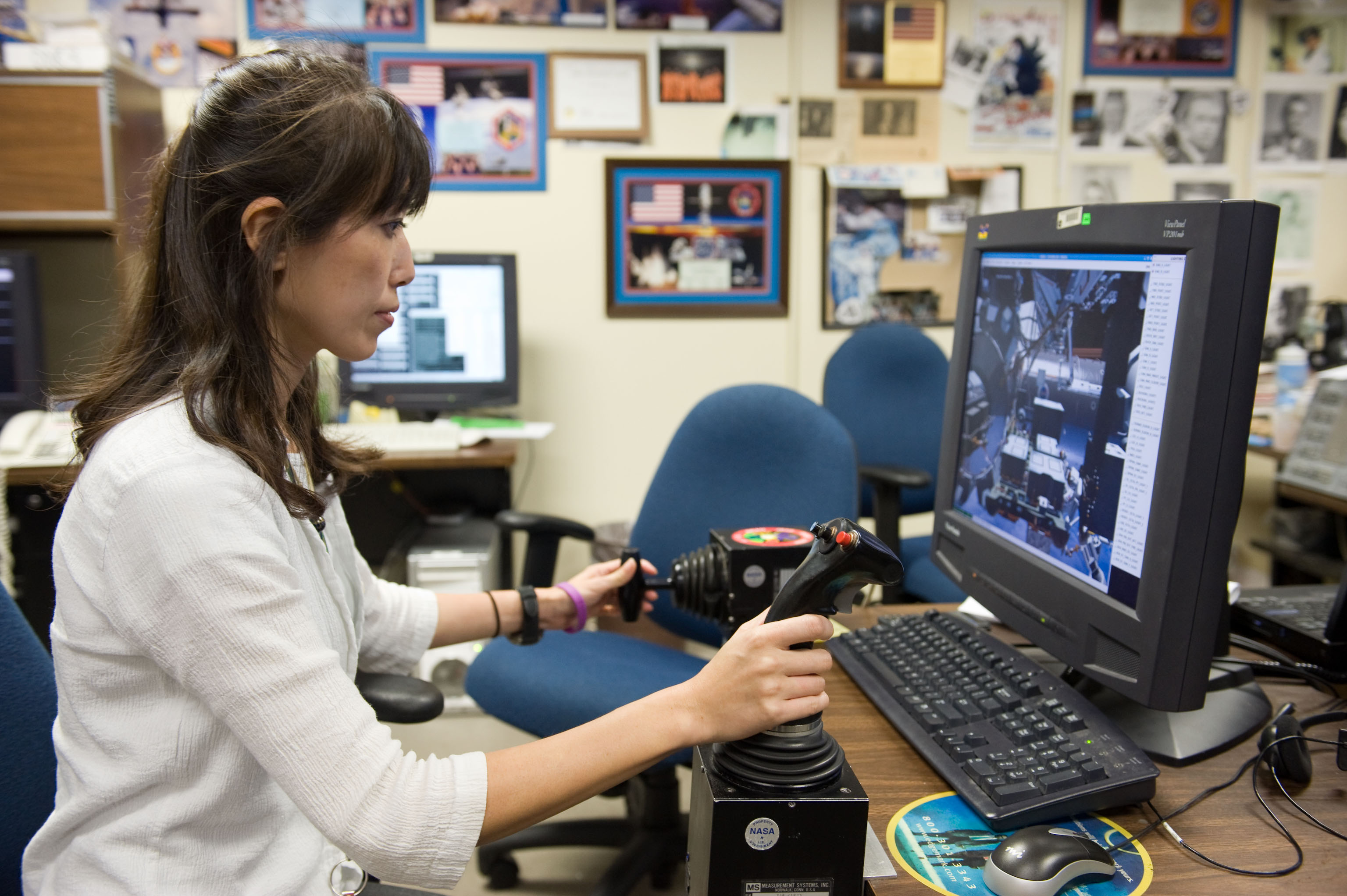
NASA-Simulator zur Steuerung eines Roboterarms der ISS

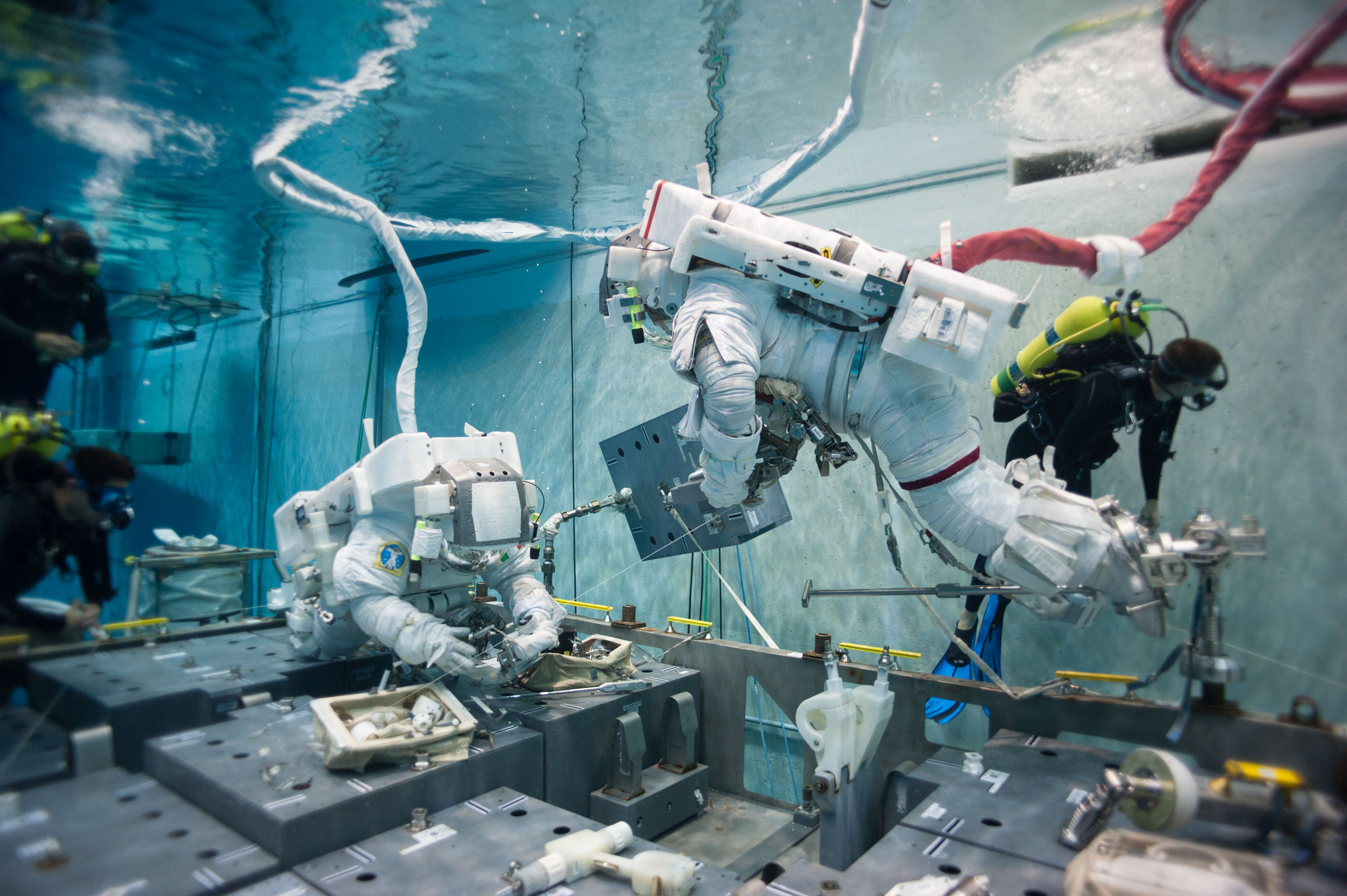
Simulation eines Außenbordeinsatzes

Für den Einsatz von Simulationen kann es mehrere Gründe geben:
- Eine Untersuchung am realen System wäre zu aufwendig, zu teuer, ethisch nicht vertretbar oder zu gefährlich. Beispiele:
  - Fahrsimulator (zu gefährlich in der Realität).
  - Flugsimulator zur Pilotenausbildung, Nachstellung kritischer Szenarien (Triebwerksausfall, Notlandung – zu gefährlich in der Realität).
  - Medizinische Simulation zur Ausbildung und Fortbildung von klinischem Personal, insbesondere Notfallsituationen oder Komplikationen
  - Simulatoren in der medizinischen Ausbildung (ein Training am realen Patienten ist in einigen Bereichen ethisch nicht vertretbar).
  - Ein Kraftwerkssimulator, in dem vor allem die Bedienmannschaften von Kernkraftwerken die Beherrschung von Störfällen bis hin zum GAU trainieren (zu gefährlich in der Realität).
  - Crashtest (zu gefährlich oder zu aufwendig in der Realität).
  - Simulation von Fertigungsanlagen vor einem Umbau (mehrfacher Umbau der Anlage in der Realität wäre zu aufwendig und zu teuer).
  - Simulationsmodelle können wesentlich leichter modifiziert werden als das reale System. Beispiel: Biosimulation.
  - In den beiden letztgenannten Fällen kommt eine Simulation auch wesentlich schneller zum Ergebnis als die Herstellung eines realen Versuchsaufbaus dauert.
- Das reale System existiert (noch) nicht. Beispiel: Windkanalexperimente mit Flugzeugmodellen, bevor das Flugzeug gefertigt wird
- Das reale System lässt sich nicht direkt beobachten:
  - Systembedingt. Beispiel: Simulation einzelner Moleküle in einer Flüssigkeit, Astrophysikalische Prozesse.
  - Das reale System arbeitet zu schnell. Beispiel: Simulation von Schaltkreisen.
  - Das reale System arbeitet zu langsam. Beispiel: Simulation geologischer Prozesse.
- Das reale System ist unverstanden oder sehr komplex. Beispiel: Urknall.
- Das reale System ist in seiner elementaren Dynamik zwar verstanden, die zeitliche Entwicklung ist aber zu komplex, bzw. eine exakte Lösung der Bewegungsgleichung ist (noch) nicht möglich. Beispiele: Drei-Körper-Problem, Doppelpendel, Molekulardynamik, generell nichtlineare Systeme.
- Simulationen sind reproduzierbar (Ausnahme: randomisierte Algorithmen).

## Anwendungsbereiche

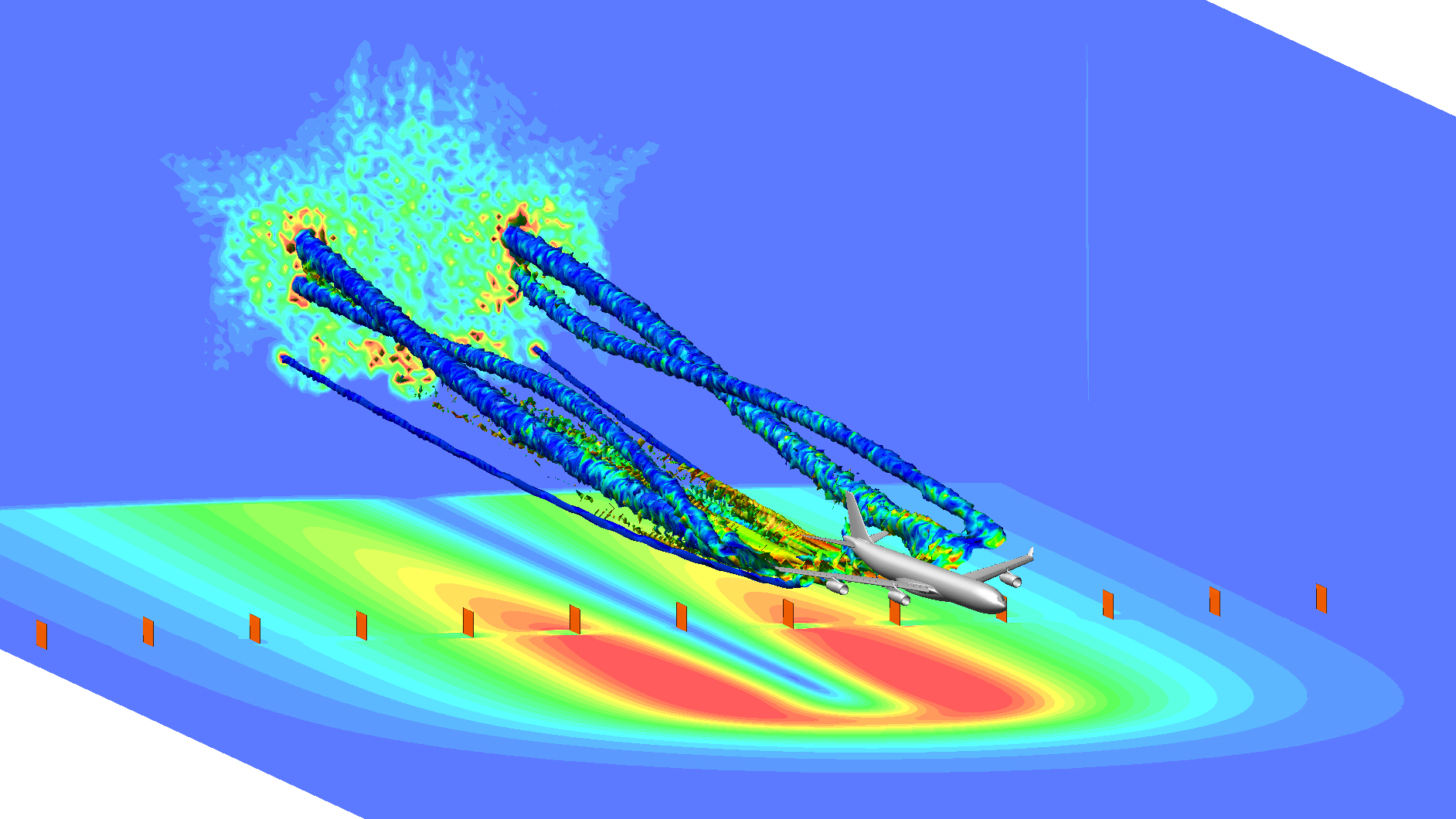
Simulation von Wirbelschleppen

Aus Anwendungssicht lassen sich verschiedene Simulationstypen unterscheiden:
1. Technische Simulationen, beispielsweise zur Festigkeitsberechnung (FEM), Strömungssimulation, von Fabrikprozessen und komplexen logistischen Systemen, zur virtuellen Inbetriebnahme  oder Schaltungssimulation
2. Wissenschaftliches Rechnen, mit Anwendungen in der Physik, Chemie, Biologie, Meteorologie
3. Simulationen für die Aus- und Weiterbildung, beispielsweise Unternehmensplanspiele oder Medizinische Simulationen
4. Simulationsspiele, beispielsweise Flugsimulationen, Rennsimulationen, Wirtschaftssimulationen

Die Arbeitsgemeinschaft Simulation der Gesellschaft für Informatik unterscheidet folgende Anwendungsbereiche, für die jeweils eine Fachgruppe eingerichtet wurde:
1. Grundlagen und Methoden in Modellbildung und Simulation
2. Simulation in Umwelt- und Geowissenschaften
3. Simulation Technischer Systeme
4. Simulation in Produktion und Logistik
5. Edukation und Simulation

## Grenzen
Jeglicher Form von Simulation sind auch Grenzen gesetzt, die man stets beachten muss. Die erste Grenze folgt aus der Begrenztheit der Mittel, das heißt der Endlichkeit von Energie (zum Beispiel auch Rechenkapazität), Zeit und nicht zuletzt Geld. Aufgrund dieser Einschränkungen muss ein Modell möglichst einfach sein. Das wiederum bedeutet, dass auch die verwendeten Modelle oft eine grobe Vereinfachung der Realität darstellen. Diese Vereinfachungen beeinträchtigen naturgemäß auch die Genauigkeit der Simulationsergebnisse.
Die zweite Grenze folgt daraus: Ein Modell liefert nur in einem bestimmten Kontext Ergebnisse, die sich auf die Realität übertragen lassen. In anderen Parameterbereichen können die Resultate schlichtweg falsch sein. Daher ist die Validierung der Modelle für den jeweiligen Anwendungsfall ein wichtiger Bestandteil der Simulationstechnik. Als mögliche weitere Grenzen seien Ungenauigkeiten der Ausgangsdaten (etwa Messfehler), sowie subjektive Hindernisse (zum Beispiel mangelnder Informationsfluss über Produktionsfehler) genannt.
Jede Simulation ist im Sinne der Logik ein deduktiver Schluss, d. h. ihre Ergebnisse liefern keine neuen Informationen, die nicht bereits in den Ausgangsdaten enthalten wären. Ihre Implementierung stellt eine Konkretisierung einer wissenschaftlichen Theorie dar. Ist die Theorie falsch, unvollständig oder für den jeweiligen Anwendungsfall nicht gültig, so liefert auch die Simulation falsche Ergebnisse. Aus diesem Grund können mit Simulationen auch keine neuen Theorien aufgestellt, sondern nur bestehende angewendet und verfeinert werden.